# Ķīšezers
Ķīšezers er en stor sø i den nordøstlige del af Riga, hovedstaden i Letland.
Søen afløb oprindeligt via Langa i floden Gauja. I det 13. århundrede ændrede cisterciensermunke søens afløb til at gå via Mīlgrāvis ud i Daugava for at drive en vandmølle. Søens vandspejl ligger under normale omstændigheder lavere end havets. Ved vestenvind og tidevand strømmer af og til saltvand fra Rigabugten i søen. Søens hovedtilløb er søen Jugla. Ķīšezers' tre øers areal er sammenlagt på otte hektar. Der er konstateret 11 fiskearter i søen.
Ķīšezers er sammen med nabosøen Jugla et populært udflugtssted for Rigas indbyggere, på vestbredden ligger Riga Zoo og Ozo Golf Club.